# Ivan Jurković (geológus)
Ivan Jurković (Ogulin, 1917. március 27. – Zágráb, 2014. december 30.), horvát geológus, akadémikus, egyetemi tanár, a Zágrábi Egyetem rektora.

## Élete
1917. március 27-én született a horvátországi Ogulinban. Zágrábban járt elemi iskolába és gimnáziumba, majd 1935-ben beiratkozott a Zágrábi Egyetem Műszaki Karára. 1939-ben a Műszaki Karon diplomázott vegyész szakon, majd a geológia iránt kezdett érdeklődni, és a Bölcsészet- és Társadalomtudományi Kar Geológiai Tanszékén folytatta tanulmányait. 1942-ben geológia szakon szerzett diplomát. 1956-ban doktorált, majd 1957-ben habilitált a Műszaki Karon. 1939-től a Műszaki Kar Ásványtani, Kőzettani és Geológiai Tanszékén asszisztens. 1957-ben adjunktussá, 1964-ben egyetemi tanárrá választották.1957 nyári szemeszterét a Heidelbergi Egyetem Geológiai Tanszékén töltötte, ahol a Paul Ramdohr professzortól származó ritka ércásványok csiszolt metszeteit tanulmányozta.
1969-től a Horvát Tudományos és Művészeti Akadémia rendes tagja. Afrika, Ázsia és Dél-Amerika több országában végzett értékes geológiai kutatásokat. 1965 és 1968 között
az Egyesült Nemzetek Szervezete keretein belül Tunéziában dolgozott vezető geológusként. 1966-ban az ENSZ tanácsadója lett Beninben, Togóban és Marokkóban. A tudomány és az oktatás területén több felelős beosztást töltött be: a Tudományos Munka Tanácsának elnöke (1971-1978), a Köztársasági Oktatási, Tudományos és Kulturális Tanács elnöke (1978-1982), a Zágrábi Egyetem Közgyűlésének elnöke (1982). -1984). 1978 és 1982 között a Zágrábi Egyetem rektora volt. 1987-ben ment nyugdíjba. Nyugdíjba vonulása után Jurković professzor továbbra is aktívan végzett tudományos munkát, és tevékenységét töretlenül folytatta. 2000-ben a Zágrábi Egyetem Professzor emeritus kitüntető címet adományozott neki. Életének utolsó 7 évben 8 tudományos közleménye jelent meg, és 6 dolgozat első szerzője volt.

## Munkássága
Tudományos munkásságát és későbbi figyelemre méltó eredményeit a Cissarz és Ramdohr professzorokkal az ércmikroszkópiában folytatott tanulmányai, valamint geológiai terepi munkái, melyben mentorai: Luka Marić professzor (Zágrábi Egyetem Műszaki Kar), Mirloslav Tajder professzor (Zágrábi Egyetem Természettudományi Kar) és Stojan Pavlović professzor (Belgrádi Egyetem Bányászati és Geológiai Kar) voltak, valamint tunéziai terepmunkájával alapozta meg. Széles körű ismeretekkel rendelkezett a tudomány egésze vonatkozásában az egész világon. Tudományos tevékenysége ennek megfelelően kiterjedt az ásványtanra, a geokémiára, a kőzettanra, valamint a fémes és nemfémes érctelepekre, de minden bizonnyal legfontosabb tudományos munkája az érctelepekkel illetve a metallogénekkel kapcsolatos.
Ideje nagy részét az ércmikroszkópos és kémiai elemzéseknek szentelte, amely magában foglalta a klasszikus kémiai elemzést, spektrográfiai elemzést, Debey-Scherrer röntgenanalízist, az infravörös spektroszkópiát, a differenciális termikus analízist, a termogravimetriás analízis, az oxigén, a szén, a kén izotópos analízisét, a stroncium és az ólom folyadék zárványelemzését, a nyomelem elemzést, beleértve a ritkaföldfém elemeket, valamint az elektronokat és proton mikroszonda elemzéseket. Földtani terepkutatásait főként 
Horvátországban, Bosznia-Hercegovinában, Szlovéniában végezte, de Koszovó, Szerbia, Macedónia, Görögország, Mianmar, India, Pakisztán, Indonézia, Egyiptom, Tunézia, Benin, Togo, Marokkó és Venezuela is szerepeltek terepkutatói munkásságában. Szerzőként vagy társszerzőként 166 tudományos közleményt és 38 szakmai közleményt publikált.
A témák, amelyekkel a legtöbbet foglalkozott az ezüst- és aranytartalmú higanyos tetraedrit és barit izotópos elemzése, a paleozoikumi riolit kőzettani jellemzése, magnezit lelőhelyeinek osztályozása az oxigén és a szén izotópos analízise alapján, a volt Jugoszláviában található bauxitlelőhelyek paragenetikus osztályozása, volt Jugoszláviában található gipszlerakódások rétegtani felosztása, a Horvát Köztársaság összes ismert lelőhelyének osztályozása. A közép-boszniai palahegység különösen érdekes terület volt Jurković professzor számára, ahol 276 érctelepet és ércelőfordulást talált és írt le a tanulmánya keretében. Modern analitikai módszerek bevezetésével intenzíven vizsgálta ezt a területet azzal a céllal, hogy új betekintést nyújtson az érces ásványok kémiájába, hogy
kidolgozza az érctelepek genezisének legátfogóbb modelljét. Utolsó leheletéig ezen a modellen dolgozott. A volt Jugoszlávia valamennyi országában nagy hatást gyakorolt a metallogénészet fejlődésére.